# NGC 2343
NGC 2343 est un très jeune amas ouvert,, situé dans la constellation de la Licorne. Il a été découvert par l'astronome germano-britannique William Herschel en 1785.
NGC 2343 est à environ 1 056 pc (∼3 440 al) du système solaire et les dernières estimations donnent un âge de 13 millions d'années. La taille apparente de l'amas est de 6,0 minutes d'arc, ce qui, compte tenu de la distance, donne une taille réelle maximale d'environ 3,4 années-lumière.
Selon la classification des amas ouverts de Robert Trumpler, cet amas renferme moins de 50 étoiles (lettre p) dont la concentration est moyennement faible (III) et dont les magnitudes se répartissent sur un grand intervalle (le chiffre 3).